# Список умерших в 973 году
В этой статье представлен список известных людей, умерших в 973 году.
См. также: Категория:Умершие в 973 году

## Март
- 26 марта — Гунтрам Богатый — предок династии Габсбургов, граф Эльзаса, граф Брейсгау, граф Мури
- 27 марта — Герман Биллунг — маркграф Вендской марки (936—973), герцог Саксонии (961—973)

## Апрель
- 20 апреля — Ибн Хани — арабский поэт

## Май
- 7 мая — Оттон I Великий — герцог Саксонии (под именем Оттон II) в 936—961 годах, король Германии с 936 года, король Италии с 961 года, император Священной Римской империи с 962 года
- 15 мая — Биртхельм — 24-й архиепископ Кентерберийский (959), епископ Уэлсский (956—959 и 959—973)

## Июль
- 4 июля — Ульрих Аугсбургский — святой Римско-католической церкви, князь-епископ Аугсбурга (с 28 декабря 923), покровитель Швабии

## Ноябрь
- 12 ноября — Бурхард III — граф в Тургау и Цюрихгау, герцог Швабии (954—973)

## Дата неизвестна или требует уточнения
- Амвросий I Бергамский — итальянский прелат, ординарий епархий Бергамо.
- Амдарх — король Стратклайда (971—973)
- Амори — маркграф Валансьена (964—973)
- Видукинд Корвейский — немецкий хронист и агиограф, монах-бенедиктинец из Корвейского монастыря в Вестфалии, автор латинских «Деяний саксов».
- Гарнье — маркграф Валансьена в 973 году, брат Рено де Монса
- Ренье III — граф Эно (932/940—973)
- Рено де Монс — граф Монса (973)
- между 12 февраля и 15 мая — Рихер — граф Эно (964—973), вице-герцог Нижней Лотарингии (968—973)
- Хросвита Гандерсгеймская — немецкая святая, поэтесса, считается первым европейским драматургом со времён Античности
- Эберхард IV — граф Нордгау (940—951).